# Internetfilter

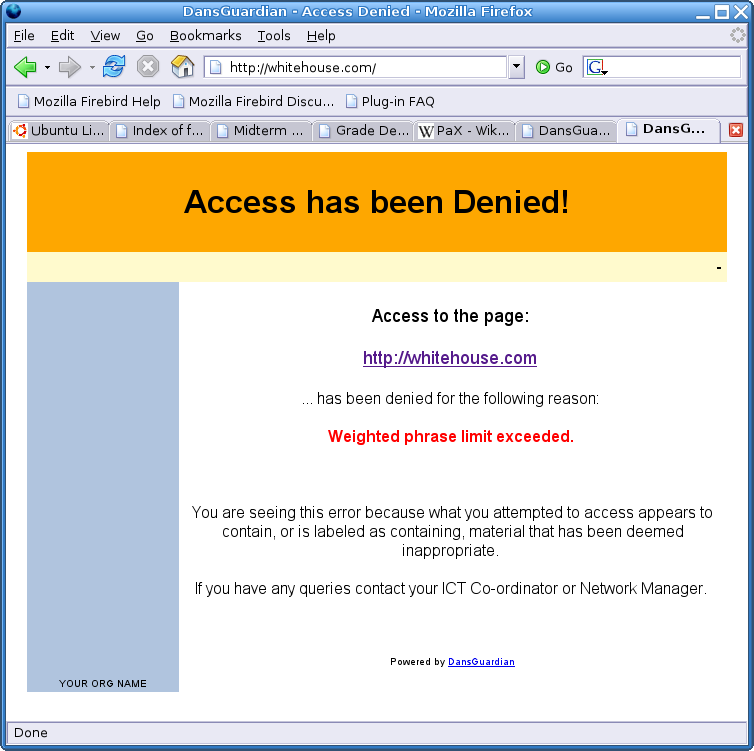
DansGuardian blokkeert whitehouse.com

Een internetfilter (ook wel inhoudscontrolesoftware of Content-Control Software genoemd) is een computerprogramma dat de inhoud van opgevraagde websites analyseert en aan de hand van het resultaat van die analyse beslist of de website al dan niet aan de gebruiker getoond mag worden. Het is een van de technieken in het kader van de regulering van online inhoud.

## Toepassingen
Deze software wordt voornamelijk gebruikt om te voorkomen dat kinderen websites te zien krijgen waarvan de inhoud schadelijk kan worden geacht voor hun geestelijk welzijn, zoals pornografische websites, websites waarvan de inhoud of de presentatie voor kinderen beangstigend kan zijn en websites waarop gebruik van geweld verheerlijkt wordt. Daarnaast worden internetfilters ook in bedrijven gebruikt om te voorkomen dat werknemers niet-werkgerelateerde websites bezoeken.
De technologie van internetfilters kan ook gebruikt worden voor het censureren van op internet beschikbare informatie door overheden. Bij een aantal landen betreft dit kinderpornografie, bij sommige andere, met name niet-democratische staten, ook andere pagina's. Internetfilters worden soms ook gebruikt bij veroordeelde pedofielen: zij worden dan verplicht een internetfilter te gebruiken, om recidive te voorkomen.

## Werking
Er bestaan verschillende methoden om te beoordelen of een bepaalde website aan de gebruiker getoond mag worden. De meest toegepaste methoden zijn de volgende vier:
- Controleren of de site op de vooraf samengestelde white list met toegestane websites staat
- Controleren of de site op de vooraf samengestelde blacklist met verboden websites staat
- Controleren of de betreffende website door de uitgever voorzien is van een metatag zoals het Restricted to Adults (RTA) metatag

```
   <META NAME="Voluntary Content Rating" CONTENT="adult">
```

- Controleren of in de inhoud van de website bepaalde niet-toegestane woorden voorkomen.

De meeste internetfilters gebruiken een combinatie van de hierboven genoemde filtermethoden.
Een internetfilter kan zowel op de computer van de gebruiker als op de computers van de internetprovider geïnstalleerd zijn.

## Onvolkomenheden

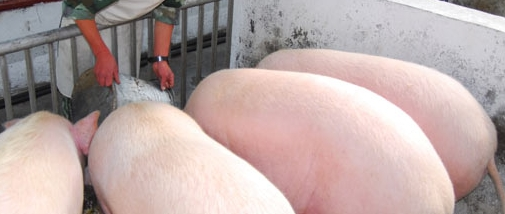
Een afbeelding met roze varkens werd door Green Dam Youth Escort (绿坝·花季护航) aanzien als pornografie

Een internetfilter dat alle gewenste inhoud doorlaat en alle ongewenste inhoud tegenhoudt bestaat niet, geen enkele leverancier van filtersoftware kan op dat gebied een absolute garantie geven. Wanneer bijvoorbeeld het woord borst tot verboden woord wordt verklaard om pornografische sites uit te filteren zal ook informatie over borstkanker worden tegengehouden, net als bijvoorbeeld het recept voor borstplaat.
Omgekeerd kunnen filters omzeild worden: als je weet dat de termen porno en seks niet door de filter komen kunnen termen als p0rN0 en 5-E-X gebruikt worden.

## Filterkeuze
Welk filter (of welke filterinstelling) gewenst is varieert uiteraard. Een op jongeren gerichte website waarop seksuele voorlichting wordt gegeven zal door sommige ouders als zeer gewenst worden gezien terwijl andere ouders dezelfde website als ongewenst zullen ervaren omdat ze deze voorlichting zelf willen doorgeven of het oneens zijn met de verstrekte informatie.